# Asaphodes abrogata
Asaphodes abrogata är en fjärilsart som beskrevs av Francis Walker 1862.
Asaphodes abrogata ingår i släktet Asaphodes och familjen mätare. Inga underarter finns listade i Catalogue of Life.